# ژوژانا سوچ
ژوژانا سوچ (مجاری: Szőcs Zsuzsanna؛ زادهٔ ۱۰ آوریل ۱۹۶۲) شمشیرباز زن اهل مجارستان است.
وی در مسابقات کشوری و بین‌المللی در مجموع برندهٔ ۲ مدال برنز شده‌است.